# Friedrich von Lasaulx
 Friedrich Eduard Anton Zenon Arnold von Lasaulx (* 8. Oktober 1870 in Neu-Moresnet; ⚔  17. November 1914 in Pérenchies im Großraum Lille) war ein deutscher Kaufmann und Abgeordneter des Provinziallandtages der Provinz Hessen-Nassau. 

## Leben
Friedrich von Lasaulx wurde als Sohn des Professors Arnold von Lasaulx
(1839–1886) und dessen Ehefrau Frieda Kirch (* 1842) geboren.
Er betätigte sich unternehmerisch und war Mitinhaber der Firma Lasaulx & Lind in Frankfurt am Main. 
1907 kandidierte er bei der Reichstagswahl im Reichstagswahlkreis Regierungsbezirk Wiesbaden 6 für die Nationalliberale Partei, engagierte sich im Verein zur Abwehr des Antisemitismus und war Mitglied des geschäftsführenden Vorstands. 
In den Jahren von 1909 bis 1914 gehörte er der Gruppe der Jungliberalen in der Frankfurter Stadtverordnetenversammlung an.
1911 erhielt er ein Mandat für den Nassauischen Kommunallandtag des preußischen Regierungsbezirks Wiesbaden bzw. den Provinziallandtag der Provinz Hessen-Nassau, wo er Mitglied des Finanzausschusses war. 
Er musste Kriegsdienst leisten, wurde Oberleutnant und fiel in den ersten Kriegsmonaten im Großraum Lille, nahe der Grenze zu Belgien.